# Quintin
Quintin é uma comuna francesa na região administrativa da Bretanha, no departamento Côtes-d'Armor. Estende-se por uma área de 3,12 km². Em 2010 a comuna tinha 3 051 habitantes (densidade: 977,9 hab./km²).